# Bocchi the Rock!
Bocchi the Rock! (яп. ぼっち・ざ・ろっく！ Ботти дза рокку!, «Одинокий рокер!») — манга-ёнкома за авторством Аки Хамадзи.
С декабря 2017 года публикуется Houbunsha в журнале Manga Time Kirara Max. По состоянию на октябрь 2024 года главы манги были собраны в семь танкобонов. В июле 2023 года началась публикация спин-оффа манги под названием Bocchi the Rock! Gaiden: Hiroi Kikuri no Fukazake Nikki.
С октября по декабрь 2022 года транслировался аниме-сериал, адаптированный студией CloverWorks. Как манга, так и аниме получили широкое признание аудитории за анимацию, сценарий, озвучку, комедийную составляющую, персонажей, музыку и за попытку поднять тему социальной тревожности.

## Синопсис
Крайне тревожная и социально неловкая Хитори Гото мечтает стать рок-музыкантом, несмотря на все трудности, и в то же время хочет однажды завести друзей. Ей внезапно предоставляется шанс сделать это после того, как другая девушка, Нидзика Идзити, приглашает её стать участницей своей недавно созданной группы «Жгут» (Kessoku Band).

## Персонажи

### Kessoku Band
Kessoku Band (яп. 結束バンド Кэссоку бандо, букв. кабельная стяжка) — главная музыкальная группа сериала, базирующаяся в клубе живых выступлений Starry в Симо-Китадзаве. Фамилии участниц происходят от имён реальной джей-рок-группы Asian Kung-Fu Generation, и их инструментальные партии также совпадают (например, Ямада из обеих групп играет на басу).
Хитори Гото (яп. 後藤 ひとり Гото: Хитори) / Ботти (яп. ぼっち, Тихоня)
Сэйю: Ёсино Аояма
Ведущая гитаристка. Крайне интровертная девушка, у которой проблемы с социальным взаимодействием. Вдохновлённая своим отцом, она научилась играть на гитаре в первый год учёбы в средней школе, думая, что это поможет ей завести друзей. Несмотря на то, что она стала невероятно искусной в игре на гитаре и выкладывает видео на канал «guitarhero», где у неё образовалась небольшая группа фанатов, ей всё ещё не удавалось так же легко заводить друзей, пока её не пригласили играть в группу Kessoku Band. С тех пор Хитори обзавелась несколькими друзьями и учится общаться с другими людьми. Обычно её можно увидеть в розовом спортивном костюме, который она надевает даже поверх школьной формы.
Нидзика Идзити (яп. 伊地知 虹夏 Идзити Нидзика)
Сэйю: Саюми Судзусиро
Барабанщица и лидер группы. Живёт вместе со старшей сестрой Сэйкой в квартире над Starry. Нидзика уважает Сэйку, так как они в раннем возрасте потеряли мать, а их отец исчез, после чего старшая сестра взвалила быт на себя. Она очень добрая, весёлая, дружелюбная и общительная, и именно она сплачивает группу и больше всего помогает Ботти справиться с её социофобией.
Рё Ямада (яп. 山田 リョウ Ямада Рё:)
Сэйю: Саку Мидзуно
Отчуждённая, тихая и озорная басистка Kessoku Band. Хладнокровным поведением и андрогинной внешностью иногда привлекает других девушек (включая Киту), сама того не желая. Она часто тратит деньги, которые получает от своей семьи, на новое музыкальное оборудование, из-за чего у неё остаётся мало финансов на что-либо ещё, в результате чего она вечно всем должна и иногда даже ест сорняки. После того, как Нидзика поссорилась со своей предыдущей группой из-за творческих разногласий, Рё убедила её создать новую вместе с ней.
Икуё Кита (яп. 喜多 郁代 Кита Икуё)
Сэйю: Икуми Хасэгава
Вокалистка и ритм-гитаристка Kessoku Band, которая учится в той же школе, что и Хитори. В отличие от неё, она жизнерадостный и харизматичный экстраверт, который ведёт активную социальную жизнь до такой степени, что её экстравертность временами проявляется в виде ауры. Изначально она присоединилась к группе, чтобы сблизиться с Рё, в которую влюблена, но сбежала после того, как солгала о своих навыках игры на гитаре. С помощью Ботти она сама становится неплохим гитаристом и вскоре начинает играть на второй гитаре и исполнять основной вокал в группе. Она называет себя Кита-Кита из-за сильной неприязни к своему имени (Кита Икуё можно понять как «Я пришла, уже ухожу»).

### Sick Hack
Sick Hack — психоделическая рок-группа, базирующаяся в клубе Folt в Синдзюку. Фамилии участниц совпадают с фамилиями участников реальной группы 88Kasyo Junrei.
Кикури Хирои (яп. 廣井 きくり Хирои Кикури)
Сэйю: Саяка Сэмбонги
Басистка и вокалистка Sick Hack. Алкоголичка, которая тратит большую часть своих денег на выпивку, в частности, на коробки саке марки Onikoroshi, называет свою бас-гитару Shuten-dōji EX. Сдруживается с Хитори из-за похожего с ней затворнического юношества.
Элаидза Симидзу (яп. 清水 イライザ Симидзу Илаидза)
Сэйю: Салли Амаки
Гитаристка Sick Hack, отаку.
Сима Ивасита (яп. 岩下 志麻 Ивасита Сима)
Сэйю: Маки Кавасэ
Барабанщица Sick Hack.

### Sideros
Sideros — метал-группа, базирующаяся в клубе Folt. Фамилии участниц совпадают с фамилиями участников реальной группы Kinniku Shōjo Tai.
Ёёко Оцуки (яп. 大槻 ヨヨコ Оцуки Ёёко)
Гитаристка и вокалистка Sideros.
Акуби Хасэгава (яп. 長谷川 あくび Хасэгава Акуби)
Барабанщица Sideros.
Фуко Хондзё (яп. 本城 楓子 Хондзё Фуко)
Гитаристка Sideros.
Юю Утида (яп. 内田 幽々 Утида Юю)
Басистка Sideros.

### Остальные персонажи
Сэйка Идзити (яп. 伊地知 星歌 Идзити Сэйка)
Сэйю: Маая Утида
Старшая сестра Нидзики и менеджер клуба Starry. Профессионал, серьёзная и отчуждённая, но в то же время мягкая. Нидзика называет её цундэрэ.
Персональная ассистентка (яп. PAさん пи: эй-сан)
Сэйю: Котори Коиваи
Неназванная специалистка по системам громкой связи клуба Starry. Одевается в готическом стиле и носит пирсинг, но при этом добрая.
Гандзиро Ёсида (яп. 吉田 銀次郎 Ёсида Гандзиро:)
Менеджер клуба Folt, носит женскую одежду.
Поидзун Ями (яп. ぽいずん♡やみ Поидзун Ями)
Автор-фрилансер, работающий на музыкальных информационных сайтах.
Мияко Сиба (яп. 司馬 都 Сиба Мияко)
Менеджер звукозаписывающего лейбла Stray Beat. Отвечает за управление группой Kessoku Band.
Фанатки Kessoku Band №1 и №2 (яп. 結束バンドのファン1号・2号 Кэссоку бандо но фан ити го ни го)
Сэйю: Кана Итиносэ и Миюри Симабукуро
Две девушки, купившие билеты на выступление группы Kessoku Band в клубе Starry после того, как послушали импровизированное уличное выступление Ботти в Иокогаме. После этого они посетили несколько выступлений группы. Их настоящие имена неизвестны; та, у которой длинные волосы, известна как № 1, а та, у которой короткие, — как № 2. Они студентки факультета киноискусства университета искусств, и группа Kessoku Band позволила им поучаствовать в съёмках музыкального клипа.

### Семья Хитори Гото
Митиё Гото (яп. 後藤 美智代 Гото: Митиё)
Мать Хитори.
Наоки Гото (яп. 後藤 直樹 Гото: Наоки)
Отец Хитори, лица которого никогда не показывали. Первая гитара Хитори принадлежала ему.
Футари Гото (яп. 後藤 ふたり Гото: Футари)
Младшая сестра Хитори.
ДжимиХен (яп. ジミヘン Дзимихэн)
Сиба-ину Гото, названный в честь Джими Хендрикса.

## Производство
Закончив работу над своей первой мангой под названием Kirari Books Meisouchuu, в которой рассказывалось о молодых девушках, делающих всякие милые вещи, Аки Хамадзи решила написать мангу о музыкальных группах, поскольку прослушивание музыки — одно из её любимых увлечений. Однако до создания манги Bocchi the Rock! у неё не было никакого опыта участия в группе или игры на музыкальном инструменте, поэтому она провела обширное исследование. Например, Аки Хамадзи расспросила приятелей, более знакомых с работой инди-групп, послушала и прочитала больше о музыкальной культуре, а также посетила места, которые в итоге попали в аниме (например, клуб живой музыки Shelter в Симо-китадзаве, который стал референсом для клуба Starry).
Зная о популярности K-On!, по сюжету которого группа школьниц вместе играет в музыкальной группе, Хамадзи намеренно перенесла сюжет в концертный зал, а не в школу, чтобы подчеркнуть уникальность своей манги. Она также призналась, что использовала мангу BECK: Mongolian Chop Squad как ориентир при создании Bocchi the Rock!.
На обложках большинства глав есть отсылки к музыкальным клипам японских рок-групп; большинство из них — это песни, которые Аки Хамадзи нравилось слушать. Она также избегала использования звукоподражаний или написания текстов для каких-либо сцен выступления, оставляя более подробные детали выступления группы на фантазию читателей, хотя у некоторых песен действительно есть названия, первоначально упомянутые в манге. Хоть и манга Bocchi the Rock! отрисована в стиле ёнкома, который обычно используют в комедиях, в серьёзные моменты Аки Хамадзи намеревалась использовать и обычный формат манги.
В интервью, опубликованном вскоре после выхода аниме в эфир, Хамадзи рассказала, что дизайн большинства её персонажей в сериале был намеренно упрощён. Комментируя дизайн Ботти, она отметила, что «намеренно создала персонажа, у которого нет никакого чувства стиля, а её розовый цвет волос, возможно, был вдохновлён цветом волос Каоруко Моэты из Comic Girls». Аки Хамадзи также рассказала, что выбрала чёрный цвет для гитары Ботти, потому что он хорошо сочетался с цветовой гаммой её дизайна, и Gibson Les Paul Custom как точную модель её первой гитары, потому что это был первый результат при поиске изображений гитары с таким цветом в интернете. Она также призналась, что личность Ботти — проекция её собственного я и что из всех персонажей она больше всего понимает Ботти.

#### Аниме адаптация
До выхода аниме адаптации Bocchi the Rock! дизайнер персонажей и главный режиссёр анимации Киёки Рикута (под псевдонимом Кэрорира) был поклонником манги за её комедийность, художественный стиль и живых персонажей, и, в частности, за «нестабильный» характер Хитори. Во время встречи с продюсером анимации Сётой Умэхарой на выставке иллюстраторов, Киёки Рикута в разговоре упомянул Ботти и выразил желание поработать над аниме-адаптацией сериала. Так получилось, что компания Aniplex недавно предложила подобный проект компании CloverWorks, о чём Умэхара узнал, когда спросил у своего начальника Юити Фукисимы о такой возможности. Керорира присоединился к проекту (став первым, кто это сделал) в качестве дизайнера персонажей после того, как представил свои рисунки персонажей и выразил своё желание поучавствовать в создании сериала. В дополнение к дизайну персонажей и контролем за качеством анимации, Кэрорира также внес значительный вклад в проект (по оценкам Умэхары, это составило где-то от 500 до 600 фрагментов анимации, что эквивалентно двум эпизодам), что он, по его словам, сделал для того, чтобы дать другим аниматорам представление о «платоническом идеале» производства аниме. Керорира считал, что «предоставление такой основы обеспечит более бесперебойную работу над аниме, так как это приведёт к созданию более творчески однообразного конечного продукта, в то же время позволит персоналу анимации привнести свои индивидуальные особенности в проект и ограничить количество исправлений, которые необходимо будет внести постфактум».
Режиссёр сериала Кейитиро Сайто, который ранее работал над сериалами The Idolmaster SideM и Sonny Boy, приступил к работе над аниме адаптацией Bocchi the Rock! после того, как Кэрорира порекомендовал его продюсеру анимации Сёте Умэхаре. Поскольку Умэхара был знаком с творчеством Сайто по его работе режиссёром эпизодов в The Idolmaster, он счёл Сайто идеальным кандидатом в качестве режиссёра для проекта через несколько дней после обсуждения с Умэхарой и Кэрорирой. Эрика Ёсида, занимающаяся компоновкой серий, была рекомендована коллегой Умэхары по Aniplex, который ранее сотрудничал с Ёсидой в работе над аниме Love Me, Love Me Not. Поскольку он знал о сходстве Bocchi the Rock! по сюжету и жанру с K-On!, Умэхара поговорил с Кэрорирой, спросив его, какими уникальными качествами обладает Bocchi the Rock!, и постарался сделать так, чтобы эти аспекты сериала были в приорите при производстве.
При чтении манги перед началом создания аниме адаптации, Сайто обратил внимание на взаимодействие между Ботти и остальными персонажами, которые были не такими глубокими, как отношения, изображенные в подобных работах, и у него сложилось впечатление, что «они уважают индивидуальность и личное пространство друг друга». Сайти счёл это качество истории одновременно и импонирующим, и самобытным. Сайто также нравилось, что эмоции на лице Хитори были часто очень сильно преувеличены, что противоречила концепции моэ. Эта отличительная особенность Хитори была доработана в аниме, поскольку Сайто считал, что «девушки, которые безупречно красивы, не так милы, как девушки, которые слегка загадочны или иногда строят странные физиономии». Кэрорира также упомянул, что замкнутый характер Ботти затруднял визуальное отображение её эмоций по сравнению с эмоциями других персонажей. Таким образом, основные выражения её лица были ограничены, в то время как анимация опиралась на сцены более сильного преувеличения, чтобы изобразить её эмоции. Хоть и было принято за основу, что Хитори неизменно симпатична, даже когда анимация преувеличивала черты её лица, комизм такого преувеличения, как правило, был в бо́льшем приоритете.
В адаптации Bocchi the Rock! Сайто и Ёсида внесли множество существенных отличий от исходного материала, а именно переставили события в другом порядке и изменили некоторые шутки, чтобы придать аниме более динамичный и сюрреалистичный вид. Сайто и Ёсида добавили в аниме больше сюрреализма, поскольку они хотели отдать предпочтение комедии, и считали, что выбор отдельных гэгов в аниме позволил им лучше передать дух истории, гарантируя при этом, что у каждого эпизода была чёткая сюжетная структура. Вставляя такие отрывки в аниме, Сайто решил противопоставить мысли главной героини во время её самоанализа и «странного» поведения внешним реакциям на историю и разговорам о ней среди других персонажей. Это было сделано и для того, чтобы задать направление и темп определённым сценам, так и для того, чтобы представить Хитори с большим сочувствием, показав, что остальные песронажи относились к ней не так жалостливо, как она думала. Сайто сказал, что вопрос о том, нужно ли подробно изображать разговор между второстепенными персонажами, происходящий в эти моменты, был одним из самых сложных аспектов адаптации.
Чтобы создать живые концертные сцены, производственная группа использовала актёров. Затем запись была адаптирована в сгенерированную компьютером предварительную визуализацию, чтобы аниматоры могли установить предпочтительное направление съёмки для сцен при помощи виртуальных камер. Потом предварительная визуализация использовалась в качестве основы для окончательного варианта анимации. Чтобы в точности передать характер героев, актёрам предоставили информацию о персонажах и советы о том, как убедительно сыграть в их роли. Сайто проконсультировался с командой по вопросу производства музыки в Aniplex, чтобы убедиться, что окружающий шум в концертных сценах соответвовал реальному, хотя иногда это опускалось, когда Сайто считал, что это отвлекает от важных сцен.

## Медиа

### Манга
Bocchi the Rock! написана и проиллюстрирована Аки Хамадзи. Первоначально манга была опубликована в журнале Manga Time Kirara Max 19 декабря 2017 года. Полная публикация началась в том же журнале 19 марта 2018 года. По состоянию на 25 августа 2023 года манга Bocchi the Rock! была собрана в танкобон из шести томов.
Во время встречи на Sakura-Con 2023 издательство Yen Press объявило, что они лицензировали мангу для публикации на английском языке. Первый том манги, переведённый на английский язык, был выпущен 17 октября 2023 года. О лицензии на русском языке объявило в июле 2025 года издательство «Истари комикс».

### Спин-офф
Также выходит антология работ разных авторов о персонажах Bocchi the Rock!, первый том которой вышел 27 октября 2022 года, а второй том — 25 августа 2023 года.
Спин-офф, проиллюстрированной Кумитю, под названием Bocchi the Rock! Gaiden: Hiroi Kikuri no Fukazake Nikki начал выходить на сайте Comic Fuz 9 июля 2023. В нём главная героиня — Кикури Хирои. Первый том спин-оффа серии был выпущен на бумаге 1 февраля 2024 года, после раннего цифрового релиза 25 января того же года.

### Аниме
18 февраля 2021 года было объявлено о создании аниме адаптации. Аниме было создано студией CloverWorks. Режиссёром стал Кэйитиро Сайто, Юсукэ Ямамото выступил в качестве ассистента режиссёра, Эрика Ёсида отвечала за сценарий и компоновку серий, Кэрорира — за дизайн персонажей, а Томоки Кикуя — за музыку. Аниме-адаптация транслировалась с 9 октября по 25 декабря 2022 года на телеканале Tokyo MX и некоторых других. Группа Kessoku Band исполнила вступительную композицию «Seishun Complex» и финальную «Distortion!». Crunchyroll лицензировал сериал за пределами Азии.
Многие названия эпизодов аниме взяты из песен рок-группы Asian Kung-Fu Generation — «After Dark» и «Korogaru Iwa, Kimi ni Asa ga Furu» — а финальный эпизод заканчивается кавером группы Kessoku на последнюю из них.
21 мая 2023 года был анонсирован фильм-компиляция сериала, который будет разделён на две части. В ноябре 2023 года стало известно, что две части будут называться Re: и Re:Re: соответственно.

#### Серии
| Номер | Название серии                                              | Режиссирование   | Сценарий         | Дата первой трансляции |
| --- | ----------------------------------------------------------- | ---------------- | ---------------- | ---------------------- |
| 01 | Перекати-хоня «Корогару Ботти» (転がるぼっち)               | Кейтиро Сайто    | Кейтиро Сайто    | 9 октября 2022         |
| Хитори Гото — крайне замкнутая девушка, которой трудно заводить друзей или работать в группе. Когда Хитори видит по телевизору интервью с рок-группой, она решает начать играть на гитаре, думая, что это привлечёт к ней больше друзей. К сожалению, её социофобия мешает ей завести друзей в средней школе, но она добивается некоторого успеха, исполняя каверы на популярные песни и размещая их в Интернете под псевдонимом «guitarhero». После того, как в первый год учёбы в старшей школе она изо всех сил старалась быть общительной, девушка по имени Нидзика Идзичи умоляет её заменить гитариста, который покинул группу перед выступлением. Хитори следует за Нидзико в бар Starry и знакомится с другой своеё коллегой по группе, Рё Ямадой, которая играет на бас-гитаре. Несмотря на неудачное живое выступление, Хитори рада, что остальные дали ей прозвище «Ботти» и что они оказываются поклонниками её канала «guitarhero» (хотя они и не знают, что это Хитори). Однако вскоре после выступления Хитори спешит домой, чувствуя себя уставшей от различных социальных взаимодействий за день. |                                                             |                  |                  |                        |
| 02 | До завтра «Мата асита» (また明日)                           | Ёсиюки Фудзивара | Кейтиро Сайто    | 16 октября 2022        |
| Ботти узнаёт о том, сколько денег клубы берут с групп за выступление в зависимости от количества проданных билетов. Чтобы компенсировать своё плохое выступление и заработать денег, группа решает устроиться на работу в тот же клуб, где они только что выступали, поскольку старшая сестра Нидзики, Сейка, работает там менеджером. Ботти пытается простудиться, чтобы избежать работы и общения с людьми, но у неё не получается. Несмотря на то, что ей неловко разливать и подавать напитки в переполненном клубе, она переживает рабочий день и вдохновляется выступлением другой группы. Однако на следующий день она по-настоящему заболевает. |                                                             |                  |                  |                        |
| 03 | Галопом «Хадзе Садзу» (馳せサンズ)                          | Юсуке Ямамото    | Юсуке Ямамото    | 23 октября 2022        |
| Ботти пытается набраться смелости и попросить свою одноклассницу Икуё Киту стать вокалистом и бэк-гитаристом. Кита просит помощи у Ботти в обучении игре на гитаре, чтобы сдружиться с Рё Ямадой. Однако, когда они вдвоем едут в Симо-Китадзаву, Кита паникует, увидев Нидзику и Рё, поскольку она была той самой гитаристкой, сбежавшей перед их предыдущим концертом. Менеджер убеждает Киту поработать в клубе, и она сразу же производит хорошее впечатление на остальных, хотя Ботти ревнует. Кита думает, что не сможет присоединиться к группе после того, как она сбежала из группы, но после участия на выступлении другие девушки убеждают её попробовать ещё раз. |                                                             |                  |                  |                        |
| 04 | Попрыгушки «Дзямпингу Гару(дзу)» (ジャンピングガール(ズ))   | Нобухидэ Кария   | Нобухидэ Кария   | 30 октября 2022        |
| Ботти поручено задание написать текст к новой оригинальной песне. Она даже пытается представить себя в образе тусовщицы, но в итоге пугает свою семью. На следующий день группа решает отправиться в парк за вдохновением и привлечь к себе больше внимания в социальных сетях с помощью нескольких групповых фотографий, однако у Ботти начинается нервный срыв при мысли об этом. Позже Ботти встречает Рё в небольшом кафе и узнает, что та раньше играла в другой группе, но ушла из неё после того, как почувствовала, что они теряют свою уникальность себя в угоду популярным тенденциям. В тот вечер Ботти находит вдохновение для написания новой песни и надеется сделать больше фотографий с группой. |                                                             |                  |                  |                        |
| 05 | Нелетучая рыба «Тобенаи сакана» (飛べない魚)                | Юсуке Каваками   | Юсуке Каваками   | 6 ноября 2022          |
| Иидзика шокирована, узнав, что Сейка не пустит их на сцену для следующего концерта в клубе без предварительного прослушивания. Группа решает сосредоточиться на репетициях своей новой оригинальной песни в течение следующей недели. Группе удается пройти прослушивание, и Сейка тихо рассказывает своей подруге, что изначально она заблокировала группу Нидзики, чтобы мотивировать их работать усерднее. Ботти приходит в ужас, узнав, что ей придётся продать по меньшей мере пять билетов, чтобы помочь группе окупить расходы на резервирование места. |                                                             |                  |                  |                        |
| 06 | Трус не играет в Хаккэй «Хаккей» (八景)                     | Ёсиюки Фудзивара | Ёсиюки Фудзивара | 13 ноября 2022         |
| Ботти сталкивается с трудностью после того, как понимает, что единственные близкие люди, которые могут купить билеты, — это её родители, однако гордость не позволяет ей попросить их помочь продать остальные. Когда она сидит и грустит в парке, мимо проходит алкоголичка Кикури Хирои. Она рассказывает, что играет на бас-гитаре в другой группе, и в благодарность Ботти за то, что она купил ей еду, устраивает импровизированное живое шоу, чтобы помочь ей продать оставшиеся билеты. После окончания выступления девушки покупают два билета у Ботти, а Кикури — третий, последний. Во время просмотра шоу фейерверков Ботти говорит группе, что продала все билеты, но они предполагают, что она лжёт, чтобы сохранить лицо. |                                                             |                  |                  |                        |
| 07 | Под крышей дома твоего «Кими но ути маде» (君の家まで)      | Кейсукэ Синохара | Янтики Амата     | 20 ноября 2022         |
| Нидзика и Кита решают прийти к Ботти домой, чтобы обсудить дизайн футболок, которые они наденут на концерте. Поскольку Ботти впервые приглашает кого-то к себе домой, она перебарщивает с украшениями и смущает своих коллег по группе. Её родители проводят время с группой, хоть и не верят, что у Ботти на самом деле есть друзья. Вечером они понимают, что провели целый день, так и не придумав ни одного подходящего дизайна, и решают использовать простой дизайн футболок от Нидзики. К сожалению, тайфун внезапно меняет курс, приближаясь к Токио в день их живого выступления. |                                                             |                  |                  |                        |
| 08 | Рок-тихоня «Ботти дза рокку!» (ぼっち・ざ・ろっく)          | Такси Сэо        | Кейтиро Сайто    | 27 ноября 2022         |
| Несмотря на то, что тайфун снизил ожидаемую посещаемость, группа Kessoku продолжает свой концерт. Видя, что зрителей стало меньше, и слыша их не слишком восторженные комментарии по поводу выступления, участники группы, за исключением Ботти, сильно падают духом и допускают несколько ошибок в своём вступительном номере, которых не было во время прослушивания. Не в силах смириться с этим, Ботти исполняет спонтанное гитарное соло, выводя других участников группы из оцепенения и позволяя им успешно отыграть оставшуюся часть концерта. Позже Нидзика говорит Ботти, что она узнала от её канале под псевдонимом «guitarhero». Ботти извиняется и заявляет, что хотела раскрыть свою личность после того, как станет лучше играть, чтобы не разочаровывать своих фанатов. Тем не менее, Нидзика заявляет о своей вере в то, что с Ботти на их стороне её мечты пойти по стопам Сейки и прославить свой концертный зал осуществятся, если она продолжит показывать своим коллегам по группе и зрителям, как Ботти мастерски играет на сцене.                                                         |                                                             |                  |                  |                        |
| 09 | Эносимский эскалатор «Эносима Эсука» (江ノ島エスカー)       | Ёсихиро Хираминэ | Ёсихиро Хираминэ | 4 декабря 2022         |
| В конце летних каникул Ботти пребывает в глубокой депрессии и разочаровании из-за того, что никто из коллег по группе не пригласил её куда-нибудь, как подобает обычным старшеклассницам, поэтому те из жалости приглашают её на побережье Эносимы, чтобы поделиться воспоминаниями. Но их экскурсия приводит к нескольким неприятностям: к ним пристают незнакомцы, они теряют ещё больше денег у Рё, подвергаются нападению чёрных коршунов и на следующий день у них болят мышцы после подъёма по длинной лестнице в храм Эносимы. Несмотря на это, Ботти веселится и хочет вернуться в тот день лета. |                                                             |                  |                  |                        |
| 10 | После заката «Афута Даку» (アフターダーク)                  | Юсуке Каваками   | Юсуке Каваками   | 11 декабря 2022        |
| Ботти узнаёт, что школа, в которой она учится, принимает группы для участия в предстоящем культурном фестивале, но не может заставить себя заполнить анкету для участия. Кита заполняет анкету за неё, но позже чувствует себя виноватой, увидев реакцию Ботти. Позже Кикури появляется в клубе Starry и приглашает Kessoku Band посмотреть живое выступление её группы Sick Hack в клубе в Синдзюку под названием Folt, где они играют более психоделический рок. После концерта Кикури рассказала Ботти, что в школе она тоже была затворницей-одиночкой, которая думала, что игра на гитаре сделает её популярной, и выпила для успокоения в день своего первого живого выступления. Затем Кикури обещает прийти на следующее выступление Бокки в школе. Позже Ботти говорит Ките, что с нетерпением ждёт фестиваля. |                                                             |                  |                  |                        |
| 11 | Двенадцатеричный закат «Дзунисино но юкеи» (十二進法の夕景) | Юсуке Ямамото    | Юсуке Ямамото    | 18 декабря 2022        |
| В первый день школьного фестиваля Ботти прячется в укромном уголке школы, позже понимает, что давно не обновляла свой аккаунт, и опасается, что её онлайн-фанаты оставят её, если она не опубликует видео в ближайшее время. Коллегам Ботти по группе удаётся найти её, и они вчетвером с удовольствием осматривают школу, прежде чем отвести её обратно в класс, поскольку она пыталась отвлечься от своих обязанностей горничной в кафе. В то время как Ботти изо всех сил старается выполнять самый минимум обязанностей горничной, её коллеги по группе добиваются бо́льшего успеха, когда одноклассники Ботти наряжают их горничными, а Рё — дворецким. Позже группа Kessoku осматривает зал, где они будут выступать, и Ботти рассказывает о том, как она одолжила свою старую гитару у отца. На следующий день семья и друзья группы Kessoku, а также Хирои появляются в зале, когда они выходят на сцену. |                                                             |                  |                  |                        |
| 12 | В лучах рассвета «Кими ни аса га фуру» (君に朝が降る)       | Кейтиро Сайто    | Кейтиро Сайто    | 25 декабря 2022        |
| Во время концерта гитара Ботти звучит фальшиво, и одна из струн даже рвётся перед гитарным соло, но ей удаётся справиться с этим благодаря импровизации Киты и использованию одной из стеклянных бутылок для сакэ Хирои для слайда. Закончив песню, Кита пытается привлечь внимание Ботти, но та паникует и пытается нырнуть в толпу, в результате чего падает ничком. Придя в себя после концерта, отец Ботти рассказывает, что тайно монетизировал аккаунт «guitarhero» Ботти, и отдаёт ей деньги с доходов от рекламы на канале, сказав, чтобы она купила на них новую гитару. Затем Ботти отправляется по магазинам музыкальных инструментов со своими коллегами по группе и, несмотря на то, что боится общаться с персоналом внутри, в конце концов с помощью Киты выбирает новую гитару. |                                                             |                  |                  |                        |

### Музыка
Полный альбом песен группы Kessoku под названием Kessoku Band также был выпущен в цифровом формате 25 декабря, а затем 28 декабря 2022 года — на физических носителях. Он содержал 14 песен, девять из которых изначально использовались в аниме в качестве вступительных, заключительных и вставных песен, в то время как остальные были оригинальными песнями, вошедшими исключительно в альбом или не вошедшими в основную серию, такими как Hitoribocchi Tokyo и Flashbacker (первая была использована в тизерном видео и во второй части, вторая песня — в постпремьерном видеоролике). Оригинальные саундтреки к аниме выпущены в виде двух частях, каждая из которых включена в первые два выпуска аниме на Blu-ray 28 декабря 2022 года и 25 января 2023 года соответственно.

#### Живое выступление
21 мая 2023 года в концертном зале Zepp в округе Ханэда состоялся концерт под названием Kessoku Band Live: Kōsei с участием основного актёрского состава. В 2024 году концертный тур под названием Kessoku Band Zepp Tour 2024: We Will пройдёт в Зепп-холлах Bayside в Осаке, Саппоро, Ханэде, Нагое и Фукуоке 8 сентября, 19 октября, 3 ноября, 24 ноября и 22 декабря соответственно.

### Игра
Главные герои из этой серии были добавлены в мобильную ролевую игру Kirara Fantasia от Manga Time вскоре после премьеры первого эпизода аниме. Все персонажи озвучены соответствующими сэйю.

## Восприятие

### Популярность
Зрители не так сильно ожидали это аниме, как многие другие ранее вышедшие сериалы, такие как «Человек-бензопила» и Mobile Suit Gundam: The Witch from Mercury. Однако аниме, по мере развития сюжета, завоевало большую аудиторию благодаря тому, что клипы из него набрали популярность в интернете.
Внезапный рост популярности сериала после выхода в аниме эфир вызвал неожиданный приток фанатов, которые образовали огромную очередь у стенда мангаки Аки Хамадзи на Comiket 101 30 декабря 2022 года, после чего организаторы мероприятия перевели Хамадзи в другое место. В результате она перенесла свой стенд за пределы холла и опубликовала карту, указывающую на своё новое местоположение. К 12:51 того же дня все товары на стенде Хамадзи были распроданы.
Также сообщалось, что манга была распродана в различных книжных магазинах как во время, так и после показа аниме, что побудило издательство Houbunsha объявить о трёх переизданиях всех томов манги, включая антологию, через месяц после выхода в эфир финального эпизода.
Популярность аниме также привела к стремительному росту спроса на музыкальные инструменты, особенно гитары. В магазинах музыкальных инструментов был зафиксирован всплеск продаж сразу после окончания аниме. Модели, использовавшиеся персонажами (например, гитары Gibson Les Paul и Yamaha Pacifica, которыми пользовалась Ботти), закончились на складе. Продажи инструментов начинающим музыкантам также увеличились (в некоторых случаях запасы заканчивались), так как многие люди начали приобретать музыкальные инструменты благодаря аниме сериалу.
В Симо-Китадзаве, особенно в клубе живой музыки Shelter, на базе которого был создан клуб Starry, зафиксировано увеличение числа посетителей, совершающих паломничества в места, фигурирующие в Bocchi the Rock!. Однако беспокойство других людей, в том числе руководства клуба, было вызвано неприличным поведением посетителей, в том числе попытками бесплатного просмотра живых выступлений. Shelter установил табличку на английском, японском и корейском языках, чтобы отговорить посетителей спускаться по знаменитой лестнице к боковому входу. Впоследствии официальный сайт сериала опубликовал напоминание фанатам о необходимости вести себя должным образом при посещении подобных мест и поддерживать платные выступления.
Но, несмотря на все проблемы, городу всё же удалось воспользоваться популярностью Bocchi the Rock!. Группа Kessoku Band была назначена официальными послами Симо-Китадзавы в рамках городского фестиваля карри Shimokitazawa Curry Fest 2023, где в ресторанах в окрестностях него подавали различные блюда с карри, а также состоялся розыгрыш почтовых марок, где посетители смогли обменять товары, собирая марки с покупок. В качестве призов был представлен мерчендайз группы Kessoku Band.

### Манга

#### Продажи
Из-за популярности аниме продажи манги увеличились: было продано 202 481 копий всей серии, заняв двенадцатое место по количеству проданной манги в декабре. Нехватка томов позже помешала продажам в январе, но, поскольку в большинстве книжных магазинов запасы манги пополнились крупными тиражами, в феврале была зафиксирована ещё одна крупная распродажа, в которой было продано 193 348 копий, занявшая седьмое место по количеству проданной манги за этот месяц. Рост спроса и переиздания также привели к увеличению тиражей манги, так как в январе 2023 года издательство Houbunsha объявило, что тираж составил один миллион экземпляров, не считая цифровых продаж, а затем, в марте, достиг 2 миллионов экземпляров. В январе 2024 года тираж серии достиг 3 миллионов копий. Это пятая по популярности манга издательства Yen Press, дебютировавшая в 2023 году.

#### Критика и отзывы
Кристофер Фаррис похвалил первый том манги и так описал Хитори «Ботти» Гото: «Формально она меньше всего подходит для того, чтобы находиться в центре внимания чего бы то ни было, но в этом и есть часть развлекательной ценности, которая заставляет читателей, хоть немного её понимающих, испытывать испанский стыд». Кристофер также обратил внимание на юмористические и более серьёзные моменты, связанные не только с тревожностью Ботти и её природным талантом, но и с проблемами, связанными с формированием музыкальной группы и её дальнейшим развитием. Он заключает: «Формат отличается заполненностью событиями, из-за чего чувствуется, что уже в этом первом томе можно получить массу положительных эмоций (включая появление всеобщей любимицы Кикури Хирои), хотя может показаться, что местами всё кажется немного затянутым. Однако пара оплошностей не могут помешать Bocchi the Rock! заслужить внимание к себе».

### Аниме

#### Продажи
Продажи на Blu-ray и DVD достигли 14 821 и 1 972 копий соответственно в первую неделю после выхода первого тома и заняли второе место по количеству продаж Blu-ray. За первую неделю выпуска второго тома на Blu-ray и DVD было продано 16 205 и 588 копий соответственно. В первую неделю продаж третьего тома было продано 17 856 копий Blu-ray и 1535 DVD-дисков, а четвёртого — 17 196 копий Blu-ray и 1451 DVD-диск.
Альбом Kessoku Band разошёлся тиражом 36 530 копий в день релиза, а затем 72 533 копии за первую неделю, заняв первое место в чартах Oricon и Billboard Japan как лучший альбом недели и продолжая поддерживать свои показатели в еженедельном топ-10 по продажам. В январе 2023 года он был сертифицирован как золотой, а затем как платиновый в мае 2024 года Японской ассоциацией звукозаписывающих компаний после того, как продажи физических копий превысили 100 000 и 250 000 экземпляров соответственно. Вступительная песня «Seishun Complex» также получила золотой статус в потоковом вещании, когда в ноябре 2023 года её прослушали 50 миллионов человек на стриминговых платформах, а одна из звучавших в аниме песен, «If I Could Be a Constellation», была выпущена в июне 2024 года.
Первая часть фильма Bocchi the Rock! Re: возглавила кассовый чарт Японии в первый уик-энд, заработав 218 миллионов иен (примерно 1,39 миллиона долларов США) и собрав 140 000 зрителей. Это был первый фильм-компиляция аниме, которому удалось возглавить чарт.

#### Критика и отзывы
В обзоре Anime News Network, опубликованном осенью 2022 года, аниме получило широкое признание критиков. В целом, аниме высоко оценили за его сценарий, персонажей, анимацию и изображение социофобии. Кейтлин Мур похвалила реалистичное изображение игры Хитори на гитаре, а также «слегка едкую» комедию, которая, по её мнению, помогла избежать того, чтобы шоу «стало слишком мягким». Джеймс Беккет также похвалил аниме за внимание к деталям, касающимся музыкальной деятельности, в отличие от других подобных аниме, которым, по его мнению, обычно не уделяют внимания. Николас Дюпре высказал мнение, что персонаж Хитори казалась «настоящим» «замкнутым ребёнку, который носит атрибутику музыкальной группы и берёт с собой в школу гитару, чтобы казаться интересным», и с особым энтузиазмом следил за сериалом, говоря, что он «полностью соответствует моим вкусам». Отзыв Ребекки Сильверман, напротив, был более холодным, поскольку, хотя она и согласилась с тем, что Хитори милая, считала, что аниме «похоже, объединяет интровертность и социофобию», и ей не понравились визуальные эффекты. Несмотря на эти замечания, она назвала первый эпизод «захватывающим». Ричард Айзенбайс сказал, что в этой истории «преподнесены серьёзные уроки», но отметил, что юмор (который он назвал кринж-комедией) пришёлся ему не по вкусу, но признал, что другие, кому понравились шутки, сочли бы аниме более интересным.
В обзоре для IGN Рафаэль Мотамайор высоко оценил сюжет, тематику и визуальное разнообразие аниме, сравнив его с K-On! и Keep Your Hands Off Eizouken!. Мотамайор также подчеркнул сходство в посыле между Bocchi the Rock! и Komi Can’t Communicate и высказал мнение, что первое превзошло второе, не «высмеивая» личность Хитори ради юмора. Также он высоко оценил разнообразие визуальных эффектов аниме и использование компьютерной графики и стоп-моушна.
В статье для Crunchyroll Адам Уэскотт похвалил повествование аниме и прописанный характер Хитори, сравнив их с WataMote, а также то, как креативно показали «паническую атаку».

#### Награды и номинации
| Год  | Награда                               | Категория                                       | Награждаемый                                               | Результат  | Источник |
| ---- | ------------------------------------- | ----------------------------------------------- | ---------------------------------------------------------- | ---------- | -------- |
| 2022 | Reiwa Anisong Awards                  | Лучший текст песни                              | Аи Хигути для песни That band (Kessoku Band)               | Номинация  | [ 58 ]   |
| 2022 | Reiwa Anisong Awards                  | Лучшая аранжировка                              | Рицуо Мицуи для песни Seishun Complex (Kessoku Band)       | Номинация  | [ 58 ]   |
| 2022 | Reiwa Anisong Awards                  | Лучший character song                           | Seishun Complex                                            | Победа     | [ 58 ]   |
| 2022 | Reiwa Anisong Awards                  | Лучший character song                           | That band                                                  | Номинация  | [ 58 ]   |
| 2022 | Reiwa Anisong Awards                  | Лучший character song                           | Guitar, Loneliness and Blue Planet                         | Номинация  | [ 58 ]   |
| 2023 | Newtype Anime Awards                  | Лучший аниме-сериал                             | Bocchi the Rock!                                           | Победа     | [ 59 ]   |
| 2023 | Newtype Anime Awards                  | Лучшая песня                                    | Seishun Complex                                            | Победа     | [ 59 ]   |
| 2023 | Newtype Anime Awards                  | Лучшая песня                                    | Karakara                                                   | 10-е место | [ 59 ]   |
| 2023 | Newtype Anime Awards                  | Лучший женский персонаж                         | Хитори Гото                                                | 3-е место  | [ 59 ]   |
| 2023 | Newtype Anime Awards                  | Лучший женский персонаж                         | Нидзика Идзити                                             | 6-е место  | [ 59 ]   |
| 2023 | Newtype Anime Awards                  | Лучший саундтрек                                | Томоки Кикуя                                               | 3-е место  | [ 59 ]   |
| 2023 | Newtype Anime Awards                  | Лучший дизайн персонажей                        | Киёки Рикута (Кэрорира)                                    | 2-е место  | [ 59 ]   |
| 2023 | Anime Trending Awards                 | Аниме года                                      | Bocchi the Rock!                                           | Победа     | [ 60 ]   |
| 2023 | Anime Trending Awards                 | Лучший сценарист адаптации                      | Эрика Ёсида                                                | Победа     | [ 60 ]   |
| 2023 | Anime Trending Awards                 | Лучшая режиссура и раскадровка эпизодов         | Эпизод 8: «Bocchi the Rock!»                               | Победа     | [ 60 ]   |
| 2023 | Anime Trending Awards                 | Лучший саундтрек                                | Bocchi the Rock!                                           | Победа     | [ 60 ]   |
| 2023 | Anime Trending Awards                 | Лучший актёрский состав озвучки                 | Ёсино Аояма, Саюми Судзусиро, Саку Мизуно и Икуми Хасэгава | Победа     | [ 60 ]   |
| 2023 | Anime Trending Awards                 | Лучшая аниме комедия                            | Bocchi the Rock!                                           | Победа     | [ 60 ]   |
| 2023 | Anime Trending Awards                 | Лучшее аниме про музыку                         | Bocchi the Rock!                                           | Победа     | [ 60 ]   |
| 2023 | Anime Trending Awards                 | Лучшее аниме в жанре повседневности             | Bocchi the Rock!                                           | Победа     | [ 60 ]   |
| 2023 | Japan Expo Awards                     | Лучшее аниме                                    | Bocchi the Rock!                                           | Номинация  | [ 61 ]   |
| 2023 | Japan Expo Awards                     | Лучшая режиссура                                | Bocchi the Rock!                                           | Номинация  | [ 62 ]   |
| 2023 | Japan Expo Awards                     | Лучшее аниме в жанре повседневности             | Bocchi the Rock!                                           | Номинация  | [ 63 ]   |
| 2023 | Japan Expo Awards                     | Лучший оригинальный саундтрек                   | Bocchi the Rock!                                           | Победа     | [ 64 ]   |
| 2023 | Japan Expo Awards                     | Лучшая песня для эндинга                        | Nani ga Warui (Kessoku Band)                               | Номинация  | [ 65 ]   |
| 2023 | Musical Instrument Stores Grand Prize | Рекомендуемые работы                            | Bocchi the Rock!                                           | Победа     | [ 66 ]   |
| 2023 | Musical Instrument Stores Grand Prize | Лучшие гитары                                   | Yamaha PACIFICA611VFM                                      | Победа     | [ 66 ]   |
| 2023 | Musical Instrument Stores Grand Prize | Лучшие гитары                                   | Epiphone Les Paul Custom/Ebony                             | 3-е место  | [ 66 ]   |
| 2023 | Musical Instrument Stores Grand Prize | Лучшие бас-гитары                               | Yamaha TRB/TRBX                                            | 2-е место  | [ 66 ]   |
| 2023 | Billboard Japan Music Awards          | Лучший альбом                                   | Kessoku Band                                               | 11-е место | [ 67 ]   |
| 2023 | Billboard Japan Music Awards          | Самый скачиваемый альбом                        | Kessoku Band                                               | Победа     | [ 68 ]   |
| 2023 | IGN Awards                            | Лучший аниме сериал                             | Bocchi the Rock!                                           | Номинация  | [ 69 ]   |
| 2024 | 8-й Crunchyroll Anime Awards          | Аниме года                                      | Bocchi the Rock!                                           | Номинация  | [ 70 ]   |
| 2024 | 8-й Crunchyroll Anime Awards          | Лучшая комедия                                  | Bocchi the Rock!                                           | Номинация  | [ 70 ]   |
| 2024 | 8-й Crunchyroll Anime Awards          | Лучшая повседневность                           | Bocchi the Rock!                                           | Победа     | [ 70 ]   |
| 2024 | 8-й Crunchyroll Anime Awards          | Лучший новый сериал                             | Bocchi the Rock!                                           | Номинация  | [ 70 ]   |
| 2024 | 8-й Crunchyroll Anime Awards          | Лучший режиссёр                                 | Кэйитиро Сайто                                             | Номинация  | [ 70 ]   |
| 2024 | 8-й Crunchyroll Anime Awards          | Лучший главный персонаж                         | Хитори Гото                                                | Номинация  | [ 70 ]   |
| 2024 | 8-й Crunchyroll Anime Awards          | Персонаж категории «Нужно защищать любой ценой» | Хитори Гото                                                | Номинация  | [ 70 ]   |
| 2024 | 8-й Crunchyroll Anime Awards          | Лучшая песня в аниме                            | Seishun Complex от Kessoku Band                            | Номинация  | [ 70 ]   |
| 2024 | 8-й Crunchyroll Anime Awards          | Лучший сэйю                                     | Ёсино Аояма в роли Хитори Гото                             | Номинация  | [ 70 ]   |
| 2024 | Seiyu Awards                          | Лучшее пение                                    | Kessoku Band                                               | Победа     | [ 71 ]   |
| 2024 | CD Shop Awards                        | Гран-при                                        | Kessoku Band                                               | Номинация  | [ 72 ]   |
| 2024 | CD Shop Awards                        | Финалист премии                                 | Kessoku Band                                               | Победа     | [ 72 ]   |